# Koło Artystów Grafików Reklamowych

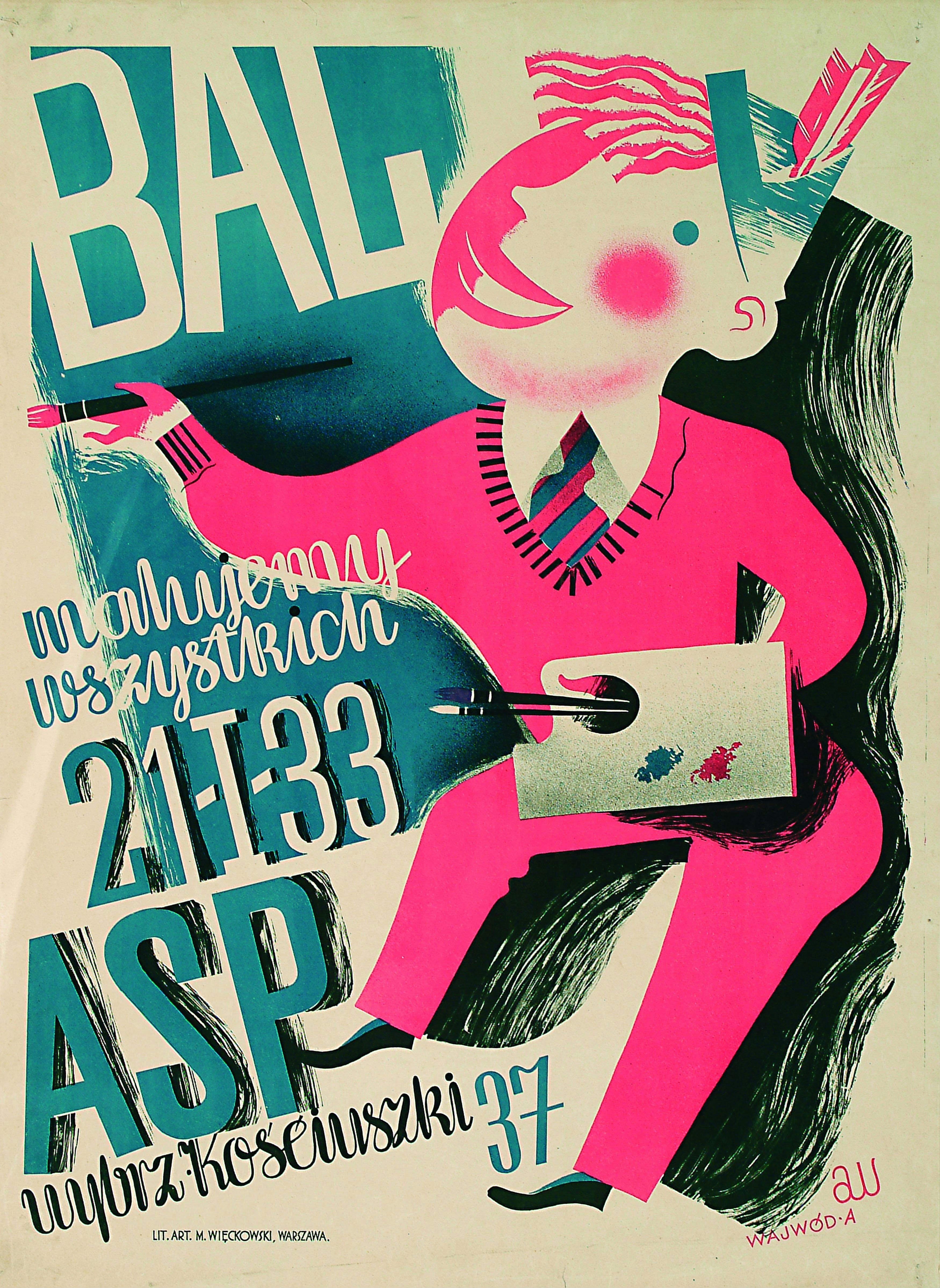
Plakat KAGR Malujemy wszystkich
– Bal w ASP, proj. Antoni Wajwód

Koło Artystów Grafików Reklamowych (KAGR) – polskie stowarzyszenie artystyczne, zrzeszające grafików. Działało w latach 1933–1939.

## Historia i profil
Koło powstało w Warszawie w 1933 z inicjatywy Edmunda Bartłomiejczyka przy poparciu Polskiego Związku Reklamowego. Początkowo grupa liczyła dwunastu grafików, wywodzących się z warszawskiego środowiska artystycznego. Poza Barłomiejczykiem byli to: Henryk Nowina-Czerny, Ludwik Gardowski, Zygmunt Glinicki, Tadeusz Gronowski, Edmund John, Jan Mucharski, Stanisław Ostoja-Chrostowski, Adam Półtawski, Henryk Stażewski, Józef Tom i Jerzy Zaruba.
Wydawany przez Polski Instytut Sztuk Pięknych miesięcznik „Sztuki Piękne” tak pisał w 1933 o założeniach i zadaniach Koła: Stowarzyszenie to, grupujące najwybitniejsze siły fachowe, stawia sobie jako cel czuwanie nad rozwojem polskiej grafiki reklamowej oraz obronę praw moralnych i materialnych artystów. Stowarzyszenie służyć będzie pomocą w organizowaniu konkursów oraz wszelkiego rodzaju imprez o charakterze artystycznym. W zamierzeniach Koła leży również urządzanie specjalnych wystaw z zakresu reklamy artystycznej dla zapoznania ogółu społeczeństwa z racjonalnym rozwojem grafiki reklamowej.
W tym czasie ukonstytuował się pierwszy zarząd Koła. Prezesem stowarzyszenia został Edmund Bartłomiejczyk, zastępcą – Tadeusz Gronowski, sekretarzem – Edmund John, a skarbnikiem – Jan Mucharski. Na przełomie 1933/1934 do grona KAGR przystąpiło kolejnych trzydziestu grafików. W 1937 członkowie Koła wybrali nowy zarząd, na czele którego stanął Edmund John. Wiceprezesem obrano Jana Mucharskiego, sekretarzem – Tadeusza Piotrowskiego, skarbnikiem – Antoniego Wajwóda. Wtedy też stowarzyszenie jako jednostka prawna zostało wpisane i przyłączone w poczet członków Polskiego Związku Reklamowego, co nie wpłynęło na niezależność działalności grupy.
Koło Koło zajmowało się promocją swoich członków min. poprzez aktywna działalność wystawienniczą. Po raz pierwszy zaprezentowało swoje prace na wystawie w Instytucie Propagandy Sztuki w Warszawie w maju 1934. Artyści zaprezentowali publiczności bogaty wachlarz form plastycznych, w tym realizacje użytkowe i reklamowe: plakaty, prospekty, ogłoszenia, znaki firmowe, znaczki pocztowe, banknoty, etykiety oraz opracowania graficzne książek – okładki, ilustracje i ekslibrisy. W styczniu 1935 w warszawskim Towarzystwie Zachęty Sztuk Pięknych zorganizowano kolejną wystawę KAGR, w której uczestniczyło 25. należących do Koła artystów. Tym razem wśród prac dominowały ilustracje. Obie ekspozycje były bardzo dobrze przyjęte przez widownię i krytykę. W maju 1936 w Instytucie Propagandy Sztuki otwarto „IV Wystawę KAGR”, która trwała zaledwie tydzień, nie budząc większego zainteresowania. Prawdopodobnym powodem tego było przeniesienie uwagi odwiedzających na pokaz stołów dekoracyjnych, odbywający się w IPS w tym samym czasie.
Stowarzyszenie wzięło udział w Międzynarodowej Wystawie Sztuki Stosowanej i Techniki w Paryżu w 1937. Wraz z Towarzystwem  Szerzenia Sztuki Polskiej wśród Obcych (TOSSPO) po raz pierwszy zorganizowano odrębny dział pn. „Reklama Graficzna”. Kompleksową oprawę graficzną zapewnili członkowie KAGR. Plakat anonsujący ekspozycję paryską wykonał znany i popularny już wówczas filar Koła – Tadeusz Gronowski. Na wystawie w stolicy Francji reprezentanci KAGR zdobyli 26 nagród indywidualnych.
Obok promocji swojej działalności na konkursach i wystawach, oraz popularyzacją reklamy, ugrupowanie zajmowało się również obroną interesów zrzeszonych w nim artystów. Wspólnie z Polskim Związkiem Reklamy dbano o informowanie społeczeństwa o tym, do kogo należy się zwracać z ewentualnymi zamówieniami. KAGR cieszyło się zaufaniem u zleceniodawców dzięki wysokiemu poziomowi artystycznemu projektów i autorytetowi na rynku reklamy.
Koło zajmowało się również wytyczaniem polityki finansowej i wyznaczaniem uczciwych stawek za konkretne realizacje reklamowe. Ponadto starało się zmienić nastawienie zleceniodawców do poszanowania projektów graficznych, o które nie zawsze dbano. Oprócz tego członkowie stowarzyszenia respektowali nieformalną umowę, że w wypadku zniszczenia, uszkodzenia lub bezprawnego wykorzystania, albo zmiany projektu zleceniodawca musiał zapłacić trzykrotną cenę dzieła. Przykładem takich działań był pozew sądowy złożony przez Antoniego Wajówda przeciwko Polskiemu Monopolowi Zapałczanemu. Firma w dostarczonym projekcie zmieniła krój liter bez wiedzy i zgody autora. W rezultacie Wajwód wygrał sprawę i uzyskał odszkodowanie od PMZ.
Od początku działalności Koło dawało nieograniczoną możliwość twórczej realizacji zrzeszonym grafikom, dbając jedynie o sygnowanie prac akronimem: KAGR. Ponadto dobra atmosfera, jaka panowała w stowarzyszeniu, powodowała, że spośród 49. zrzeszonych artystów, nikt nie opuścił jego szeregów, udzielając się do końca istnienia Koła.